# Erebidae
Erebidae là một họ bướm trong liên họ Noctuoidea. Đây là một trong những họ bướm lớn nhất từng được ghi nhận. Nhiều nhánh trong họ này trước đây được phân loại thuộc phân họ Erebinae.

## Các phân họ
- Aganainae
- Anobinae
- Arctiinae
- Boletobiinae
- Calpinae
- Erebinae
- Eulepidotinae
- Herminiinae
- Hypeninae
- Hypenodinae
- Hypocalinae
- Lymantriinae
- Pangraptinae
- Rivulinae
- Scolecocampinae
- Scoliopteryginae
- Tinoliinae
- Toxocampinae